# Adenozin trifosfat
Adenozin-5'-trifosfat (ATP) je molekula z različnimi biološkimi funkcijami, v celici pa deluje kot koencim. Pogosto jo imenujemo tudi »molekularna valuta« znotrajceličnega prenosa energije. ATP služi kot vir energije pri različnih procesih. Je eden od končnih produktov fotofosforilacije v rastlinah in celičnega dihanja. Mnogi encimi in strukturne beljakovine uporabljajo ATP v najrazličnejših procesih, in sicer v reakcijah biosinteze, gibanja in celične delitve. Ena molekula ATP vsebuje 3 fosfatne skupine in je proizvedena z encimom sintazo ATP iz anorganskega fosfata in adenozin difosfata (ADP) ali adenozin monofosfata (AMP).
Presnovni procesi, ki uporabljajo ATP kot vir energije, pretvorijo le-tega nazaj v njegove prekurzorje. ATP je tako vedno znova recikliran: človeško telo, ki v povprečju vsebuje 250 g ATP, vsak dan pretvori za lastno telesno težo le-tega.
ATP se uporablja kot substrat v procesih prenosa signalov, ki jih katalizirajo encimi kinaze – ti fosforilirajo beljakovine in lipide – in procesih, kjer sodeluje encim adenilatna ciklaza, ki ATP uporablja za nastanek sekundarnega obveščevalca cikličnega AMP (cAMP). Razmerje med ATP in ADP predstavlja celici signal, koliko energije je na voljo v danem trenutku, in tako služi kot kontrola presnovnih procesov, ki proizvajajo in porabljajo ATP. Poleg same vloge v presnovi in prenosu signalov se ATP vgrajuje tudi v nukleinske kisline s polimerazami v procesih podvojevanja DNK in transkripcije.
ATP je zgrajen iz purinske baze (adenina), ki je vezana na 1'-ogljikov atom pentoze (riboze). Tri fosfatne skupine so med sabo povezane in skupaj vezane na 5'-ogljikov atom riboze. Prav odstranjevanje in dodajanje fosfatnih skupin je način, kako se med seboj pretvarjajo molekule ATP, ADP in AMP. Pri sintezi DNK se mora najprej riboza z encimom ribonukleotidno reduktazo pretvoriti v deoksiribozo, ki ima na 2'-mestu namesto skupine OH vodikov atom.
ATP je odkril Karl Lohmann leta 1929, struktura same molekule pa je bila ugotovljena šele nekaj let kasneje. Kot glavno molekulo, ki služi za prenos energije v celici, jo je leta 1941 predlagal Fritz Albert Lipmann, prvič pa jo je sintetiziral Alexander Todd leta 1948.

## Fizikalne in kemijske lastnosti
ATP je sestavljen iz adenozina (adeninski obroč, povezan s sladkorjem ribozo) in treh fosfatnih skupin (trifosfat). Fosfatne skupine označujemo z alfa (α), beta (β) in gama (γ) glede na njihovo oddaljenost od riboze, začenši s fosfatno skupino alfa, ki je najbližje ribozi. ATP je dobro topen v vodi in dokaj stabilen v območju  pH od 6,8 do 7,4,  medtem ko pri ekstremnih vrednostih pH hitro poteče hidroliza. ATP je tako najbolje shranjevati v obliki brezvodne soli.
ATP v nepufrani vodi razpade na ADP in fosfat. To je posledica šibkejših vezi med fosfatnimi skupinami znotraj molekule ATP v primerjavi z vodikovimi vezmi, ki se vzpostavijo med produkti hidrolize ATP (ADP + fosfat) in vodo. ATP in ADP sta v vodi v kemijskem ravnotežju (večina je v obliki ADP). Sistem, ki je oddaljen od ravnotežja, vsebuje Gibbsovo prosto energijo in je sposoben opravljanja delo. Celice vzdržujejo razmerje ATP/ADP približno 10 velikostnih razredov stran od ravnotežja, kar pomeni, da je koncentracija ATP za 1000-krat večja od koncentracije ADP. Prav ta oddaljenost od ravnotežja pomeni veliko sprostitev proste energije ob hidrolizi ATP.
Za visoko energetsko vsebnost molekule ATP sta odgovorni dve visoko energetski vezi (fosfoanhidridni vezi), ki povezujeta fosfatne skupine. Energija, shranjena v teh vezeh, se sprosti po hidrolizi le-teh in celica jo uporabi za opravljanje dela.
Vsak nestabilen sistem potencialno reaktivnih molekul bi bil lahko uporabljen za shranjevanje energije, če bi celica ta sistem vzdrževala daleč od ravnotežja, toda kot v primeru drugih polimernih biomolekul, tudi razpad DNK, RNK in ATP v posamezne monomere, ni povezan samo s sprostitvijo energije, ampak tudi s povečanjem entropije sistema v standardnih koncentracijah in koncentracijah, ki vladajo znotraj celice.
Energijo, ki se sprosti pri hidrolizi molekule ATP, lahko izračunamo pri standardnih pogojih in jo nato pretvorimo v tisto pri fizioloških pogojih. Sprememba entalpije pri standardnih pogojih temperature in tlaka za razpad ATP do ADP in fosfata, je  −20,5 kJ/mol, s spremembo proste energije 3,4 kJ/mol. Energija, ki se sprosti pri hidrolizi ATP do ADP oz. AMP pri standardnih pogojih in konc. 1 M, pa je :
ATP + H2O  →  ADP + Pi; ΔG˚ = −30,5 kJ/mol (−7,3 kcal/mol)
ATP + H2O  →  AMP + PPi; ΔG˚ = −45,6 kJ/mol (−10,9 kcal/mol)

Vedno bolj se v biokemiji uporablja »sprememba energije«, ki je mnogo bolj reprezentativna. Enačba, po kateri jo izračunamo, vključuje vse tri oblike (ATP, ADP in AMP). Je indeks, ki opiše energijski status celice, ta pa vpliva na presnovo celice.
Vrednosti so lahko od 0 do 1. Vrednost 1 pomeni, da so inhibirane katabolične poti (ne poteka sinteza ATP), medtem ko vrednost 0 pomeni, da so inhibirane anabolične poti.

### Ionizacija v bioloških sistemih
ATP ima različne ionizirajoče skupine z različnimi konstantami disociacije. V nevtralnem okolju je ATP ioniziran ,in sicer skoraj v celoti v obliki ATP4−, z manjšim deležem ATP3−. Glede na to, da ima v nevtralnem okolju ATP več negativnih nabojev, lahko kelira različne kovine z zelo visoko afiniteto. Konstanta vezave je za različne ione različno visoka (podano na mol): Mg2+ (9554), Na+ (13), Ca2+ (3722), K+ (8), Sr2+ (1381) and Li+ (25). Konstanta vezave je največja za magnezij, zato obstaja v celici ATP večinoma v kompleksu z le-tem.

## Biosinteza
Koncentracija ATP znotraj celice je običajno 1-10 mM. ATP nastane v redoks reakcijah, kjer imamo kot vir energije enostavne ali sestavljene ogljikove hidrate ali lipide. Pri kompleksnejših energijskih virih je potrebna razgradnja na enostavnejše molekule. Kompleksni ogljikovi hidrati morajo biti najprej hidrolizirani do enostavnih sladkorjev, medtem ko morajo biti lipidi (trigliceridi) najprej metabolizirani do maščobnih kislin in glicerola.
V procesu oksidacije glukoze do ogljikovega dioksida, ki ga imenujemo tudi celično dihanje, lahko nastane okoli 30 molekul ATP iz ene same molekule glukoze. V celici ATP nastaja z različnimi procesi. Tri glavne poti sinteze v evkariontskih organizmih so: glikoliza, cikel citratne kisline/oksidativna fosforilacija (oba sta del celičnega dihanja) in beta oksidacija. V celici ne-fotosinteznih aerobnih evkariontov poteka sinteza v mitohondrijih, ki lahko zavzemajo 25% volumna celotne celice.

### Glikoliza
V procesu glikolize sta glukoza in glicerol metabolizirana do piruvata preko glikolitične poti. V večini organizmov poteka ta proces v citosolu. V nekaterih protozojih kot so na primer kinetoplastidi, poteka proces v specializiranih organelih, imenovanih glikosomi. Med glikolizo nastaneta v procesu fosforilacije, katerega katalizirata encima fosfogliceratna kinaza (PGK) in piruvat kinaza, dve molekuli ATP. Nastaneta tudi dve molekuli NADH, ki sta lahko nadalje oksidirani preko verige prenosa elektronov, v kateri nastane dodatna molekula ATP s sintazo ATP. Piruvat, ki je končni produkt glikolize, vstopa nato v Krebsov cikel.

#### Glukoza
Piruvat, ki je produkt glikolize, se v mitohondrijih oksidira s kompleksom piruvat - dehidrogenazo do acetil - CoA. Ta je nato do konca oksidiran do ogljikovega dioksida v citratnem ciklu (znanem tudi kot Krebsov cikel). V vsakem »ciklu« citratnega cikla nastanejo: dve molekuli ogljikovega dioksida, ena molekula gvanozin trifosfata (GTP; je ekvivalent ATP), tri molekule reduciranega koencima NADH in ena molekula reduciranega koencima  FADH2. Obe od zadnjih omenjenih molekul sta kasneje reciklirani do njunih oksidiranih oblik (NAD+ in  FAD) preko verige prenosa elektronov, kjer nastane dodatna molekula ATP v procesu oksidativne fosforilacije. Oksidacija ene molekule NADH vodi do sinteze 2-3 molekul ATP, medtem ko oskidacija FADH2  vodi do nastanka 1-2 molekul ATP. Večina celičnega ATP nastane v tem procesu. Četudi citratni cikel ne potrebuje molekularnega O2 , je ta proces striktno aeroben, saj je O2 potreben za recikliranje reduciranih oblik  NADH in FADH2 v njuni oksidirani obliki. V primeru pomanjkanja kisika zaradi pomanjkanja NAD+ in FAD citratni cikel ne bo potekal.
V procesu oksidativne fosforilacije služi prenos elektronov iz NADH in FADH2  preko verige prenosa elektronov prečrpavanju protonov iz mitohondrijskega matriksa v medmebranski prostor. V medmembranskem prostoru naraste koncentracija H+ glede na matriks. Prek notranje mitohondrijske membrane se ustvari protonski gradient, zaradi večjega števila pozitivnih nabojev v medmembranskem prostoru pa nastane tudi elektrokemijski potencial. Tok protonov preko protonskega gradienta - to je iz medmembranskega prostora v matriks - sprosti energijo, ki se porabi za nastanek ATP s sintazo ATP. Sintaza ATP je sestavljena iz dveh podenot. Ena podenota je integralni protein in deluje kot kanalček, ki omogoča prenos protonov, druga podenota pa je katalitične narave in tu poteka proces fosforilacije ADP.
Večina ATP, ki je sintetiziran v mitohondriju, se uporabi za celične procese v citosolu, zato mora biti prenešen iz mesta sinteze na mesto uporabe. Notranja membrana mitohondrija vsebuje translokazo ADP/ATP, to je  integralni membranski protein, ki prenese na novo sintetiziran ATP iz matriksa v citoplazmo, medtem ko gre ADP v obratni smeri. Gonilna sila translokaze je membranski potencial. Neto proces je:
ADP3-citoplazma + ATP4-matriks → ADP3-matriks + ATP4-citoplazma

#### Oksidacija beta
Maščobne kisline se v procesu oksidacije beta razgradijo do acetilkoencima A. Vsak cikel skrajša acilno verigo za dva ogljikova atoma in proizvede eno molekulo NADH in eno molekulo FADH2, ki se uporabita za sintezo ATP v procesu oksidativne fosforilacije. Ker imajo maščobne kisline lahko zelo dolge verige, nastane v tem procesu zelo veliko molekul ATP. To je tudi razlog, zakaj imajo maščobe v hrani veliko energijsko gostoto.

### Anaerobno dihanje oz. fermentacija
Fermentacija je proces pridobivanja energije iz ogljikovih hidratov in drugih organskih substratov brez uporabe kisika kot akceptorja elektronov. V večini evkariontov nastopa glukoza kot zaloga energije in kot donor elektronov. Reakcija, ki ponazarja oksidacijo glukoze do mlečne kisline je:
C6H12O6  →  2 CH3CH(OH)COOH + 2 ATP
V prokariontih so lahko v procesu fermentacije uporabljeni različni akceptorji elektronov. Med te uvrščamo nitrate, sulfate in ogljikov dioksid. Ti procesi vodijo do ekološko pomembnih procesov denitrifikacije, redukcije sulfatov in acetogeneze.

#### Obnova ATP z nukleoziddifosfat-kinazami
ATP lahko nastane preko obnovitvenih reakcij, ki jih katalizirata družini encimov nukleoziddifosfat-kinaz in ATP-gvanido-fosfotranseraz. Prvi uporabljajo druge nukleozidtrifosfate kot visokoenergijske donorje fosfatov.

#### Proizvodnja ATP s fotosintezo
V rastlinah poteka sinteza ATP v tilakoidnih membranah kloroplastov s fotofosforilacijo (del fotosinteze, ki je odvisen od svetlobe). Za prečrpavanje protonov preko membrane kloroplastov je tu potrebna svetlobna energija. To ustvari protonski gradient, ki je gonilna sila sintaze ATP tako kot v procesu oksidativne fosforilacije. Nekaj ATP, proizvedenega v kloroplastih, se porabi v Kalvinovem ciklu, kjer se sintetizirajo sladkorji trioze.

#### Obnova ATP
Celotna količina ATP v telesu je 0.2 mola. Večina ATP ni sintetiziranega de novo (na novo), ampak je generiranega iz ADP v že prej omenjenih procesih. Tako je količina ATP+ADP konstantna. 
Da zadostimo potrebam človeških celic,  potrebujemo hidrolizo 100 -150 molov ATP dnevno, kar je približno 50 -75 kg. V povprečju torej porabi človek za svojo lastno težo ATP dnevno. To pomeni, da je vsaka molekula ATP dnevno obnovljena 1000 do 1500 krat.

### Regulacija biosinteze
Produkcija ATP v aerobni evkariontski celici je natančno regulirana z alosteričnimi mehanizmi, s povratnimi zankami in z odvisnostjo encimov od koncentracije substrata. Glavne kontrolne točke so encimske reakcije, ki so energetsko tako ugodne, da so pod fiziološkimi pogoji ireverzibilne.
V procesu glikolize je heksokinaza direktno inhibirana s svojim produktom glukozo-6-fosfatom, medtem ko je piruvat kinaza inhibirana s samim ATP-jem. Glavna kontrolna točka glikolitične poti je encim fosfofruktokinaza (PFK), ki je alosterično inhibiran z visokimi koncentracijami ATP in aktiviran z visokimi koncentracijami AMP. Inhibicija z ATP je redka, saj je ATP tudi substrat za reakcijo, ki jo katalizira fruktokinaza. Biološko aktiven encim je tetramer, ki obstaja v dveh možnih konformacijah, od katerih samo ena lahko veže sekundarni substrat fruktozo-6-fosfat (F6P). Encim ima dve vezavni mesti za ATP. ATP se lahko veže na aktivno mesto kot substrat ali na regulacijsko mesto kot inhibitor. Vezava ATP na regulacijsko mesto stabilizira konformacijo encima, ki ima manjšo afiniteto za F6P. Na samo regulacijo vplivajo tudi nekatere druge molekule, ki reaktivirajo PFK, to so ciklični AMP, amonijevi ioni, anorganski fosfat, fruktoza 1,6- in 2,6- bifosfat.
Citratni cikel je reguliran predvsem z dostopnostjo substratov. Pomembno je razmerje  NAD+ proti NADH in koncentracija kalcija, anorganskega fosfata, ATP, ADP in AMP. Citrat, molekula, ki daje ime samemu ciklu, deluje na cikel kot negativna povratna zanka in sicer inhibira citrat sintazo ter tudi fosfofruktokinazo. S tem je vzpostavljena povezava med regulacijo citratnega cikla in glikolizo.
V oksidativni fosforilaciji je glavna kontrolna točka reakcija, ki jo katalizira citokrom c oksidaza. Encim je reguliran s količino substrata, ki je na voljo - substrat je reducirana oblika citokroma c. Količina le-tega je direktno povezana s količino ostalih substratov:
{\displaystyle {\frac {1}{2}}\mathrm {NADH} +\mathrm {cyt~c_{ox}} +\mathrm {ADP} +P_{i}\iff {\frac {1}{2}}\mathrm {NAD^{+}} +\mathrm {cyt~c_{red}} +\mathrm {ATP} }
Iz te enačbe lahko izpeljemo enačbo za konstanto ravnotežja, ki je:
{\displaystyle {\frac {\mathrm {cyt~c_{red}} }{\mathrm {cyt~c_{ox}} }}=\left({\frac {[\mathrm {NADH} ]}{[\mathrm {NAD} ]^{+}}}\right)^{\frac {1}{2}}\left({\frac {[\mathrm {ADP} ][P_{i}]}{[\mathrm {ATP} ]}}\right)K_{eq}}
Vidimo, da visoko razmerje [NADH] proti [NAD+] oz. nizko razmerje [ADP] [Pi] proti [ATP] implicira večjo količino reduciranega citokroma c in posledično višjo aktivnost citokrom c oksidaze. Dodatno regulacijo prispeva hitrost transporta ATP in NADH med mitohodrijskim matriksom in citoplazmo.

## Funkcije v celici

### Metabolizem, sinteza in aktivni transport
ATP se v celici porablja za procese, ki zahtevajo energijo (endotermni procesi) in nastaja v procesih, ki sproščajo energijo (eksotermni procesi). Tako omogoča prenos energije v prostorsko ločenih metabolnih reakcijah. ATP je glavni vir energije za večino celičnih procesov vključujoč sintezo makromolekul (DNA in RNA in proteinov). ATP ima tudi veliko vlogo v transportu makromolekul preko celične membrane s procesi eksocitoze in endocitoze.

### Vloga vzdrževanja celične strukture in gibanja
ATP omogoča sestavljanje in razstavljanje elementov citoskeleta. V povezanem procesu je ATP potreben za drsenje filamentov aktina in miozina pri krčenju skrčitev mišic (teorija drsečih filamentov). Ta proces je eden glavnih porabnikov energije pri živalih.

### Celično sporazumevanje

#### Zunajcelična komunikacija
ATP ima tudi vlogo signalne molekule. ATP, ADP in adenozin prepoznajo purinergični receptorji (tudi purinoreceptorji). Ti bi lahko bili najbolj številčni receptorji v tkivih sesalcev (Abbracchio M.P. et al., 2008).
Pri človeku je vloga signalne molekule pomembna tako v centralnem kot v perifernem živčevju. Od aktivnosti odvisno sproščanje ATP iz sinaps, aksonov in glia celic aktivira purinergične membranske receptorje P2. Receptorji P2Y so metabotropni (sklopljeni s proteinom G) in regulirajo predvsem nivoje znotrajceličnega kalcija in včasih cAMP. Poznamo 15 receptorjev, 9 od teh je bilo kloniranih, nekateri imajo le rahlo homologijo, 4 od teh pa ne služijo kot receptorji za zvišanje nivojev citosolnega kalcija. Ionotropni receptorji P2X (7 članov) so od ligandov odvisni kalcijevi ionski kanali. Ti se odprejo, ko se nanje veže izvencelični purinski nukleotid. V nasprotju z receptorji P2 (agonizem pada - ATP > ADP > AMP >ADO(adenozin)), purinergični nukleotidi niso močni agonisti receptorjev P1. Receptorji P1 imajo podtipe A1, A2a, A2b in A3 (A je ostalo od stare nomenklature, kot adenozinski receptor) in vsi so sklopljeni s proteinom G. Pri vseh adenozinskih receptorjih opazimo aktivacijo najmanj ene poddružine mitogen - aktiviranih proteinskih kinaz. Učinek adenozina je lahko antagonističen ali sinergističen učinku ATP. V centralno živčnem sistemu ima adenozin različne funkcije, kot je npr. regulacija in razvoj nevronov, nevronsko in glia signaliziranje ter nadzor prirojenega in pridobljenega imunskega sistema. (Abbracchio M.P. et al., 2008)

#### Znotrajcelična komunikacija
ATP je nujen za prenos signala. Uporabljajo ga encimi kinaze kot vir fosfatnih skupin v procesu fosforilacije. Fosforilacija proteina s strani kinaz aktivira kaskado reakcij, ki sprožijo nadaljnje procese.
ATP uporablja tudi encim adenilatna ciklaza, ki ga pretvori v sekundarni obveščevalec cAMP. cAMP je udeležen v sproščanju kalcija iz znotrajceličnih zalog. Ta način prenosa signalov je še posebej pomemben v možganih, čeprav je prisoten tudi v kopici drugih celičnih procesov.

### Sinteza DNA in RNA
V vseh znanih organizmih so deoksiribonukleotidi, ki so sestavni del DNA, sintetizirani z ribonukleotidnimi reduktazami (RNR) iz ustreznih ribonukleotidov. Ti encimi reducirajo sladkorni del ribozo do deoksiriboze, tako da odstranijo kisik iz hidroksilne skupine na drugem mestu sladkorja riboze; substrati so ribonukleozid difosfati, medtem ko so produkti deoksiribonukleozid difosfati (označujemo jih kot dADP, dCDP, dGDP, in dUDP). Vse ribonukleotidne reduktaze uporabljajo mehanizem sulfhidrilnega radikala, temelječega na reaktivnem cisteinskem ostanku, ki ob oksidaciji omogoči nastanek disulfidne vezi. Ti encimi se regenerirajo s tioredoksinom ali glutaredoksimom.
Regulacija RNR in povezanih encimov vzdržuje ravnotežje med dNTP in NTP v celici. Nizke koncentracije dNTP inhibirajo sintezo in popravljanje DNA, kar je smrtno za celico. Nasprotno je prevelika koncentracija dNTP mutagena, saj poveča možnost da encim polimeraza DNA vgradi napačni dNTP tekom sinteze. Regulacija oz. različna specifičnost RNR bi lahko nastopala kot mehanizem za spremembe znotrajceličnih zalog dNTP pod stresnimi pogoji.
V sintezi RNA je ATP eden od 4 nukleotidov, ki se direktno vgrajujejo v molekulo RNA s polimerazo RNA. Energija za proces prihaja iz odstranitve pirofosfata. Proces je podoben pri biosintezi DNA, kjer je ATP reduciran do deoksiribonukleotida, preden je vgrajen v nukleinsko kislino.

#### Vezava na proteine
Najpogostejši proteini, ki vežejo ATP, so encimi kinaze. Ta velika družina encimov je specializirana za vezavo ATP in prenos fosfatne skupine. Za vezavo je odgovorno t. i. Rossmann-ovo zvitje, ki lahko veže tudi koencim NAD.
Za nastanek kompleksa ATP s proteini je potrebna prisotnost dvovalentnega kationa. V večini primerov je to magnezij, ki se veže na fosfatne skupine ATP. Prisotnost magnezija zmanjša Kd ATP za vezavo na protein, ne da bi to vplivalo na sposobnost encima za katalizo reakcije, ko je ATP vezan. Prisotnost magnezija je lahko tudi mehanizem za regulacijo kinazne aktivnosti.

## Analogi ATP
V biokemiji se od ATP-odvisne procese raziskuje in vitro.  Z inhibicijo encimov, kot so kinaze,  raziskujemo vezavna mesta in prehodna stanja. Analogi ATP se uporabljajo tudi v kristalografiji, za določanje strukture proteinov v kompleksu z ATP. Večina analogov ATP ne hidrolizira tako kot ATP; namesto tega se »ujamejo« v vezavno mesto encima v tak položaj kot se ATP, brez da bi se pri tem hidrolizirali. Adenozin 5'-(gama-tiotrifosfat) je zelo pogost analog ATP, kjer je eden od gama fosfatnih kisikov zamenjan z žveplovim atomom. Molekula, ki pri tem nastane, hidrolizira veliko počasneje kot ATP in tako deluje kot inhibitor od ATP-odvisnih procesov. V kristalografskih raziskavah so prehodna stanja hidrolize modelirana z vezanim vanadijevim ionom. Vseeno pa je potrebna previdnost v interpretiranju rezultatov poskusov, kjer uporabljamo analoge ATP.